# Maciej Koźmiński (oficer)
Maciej Koźmiński herbu Poraj – kapitan sztabowy 1. Pułku Przedniej Straży im. Królowej, uczestnik wojny polsko-rosyjskiej 1792 roku, odznaczony Orderem Virtuti Militari w 1792 roku.
Brał udział w powstaniu kościuszkowskim, awansował na rotmistrza.